# Langhaus (Wohngebäude)

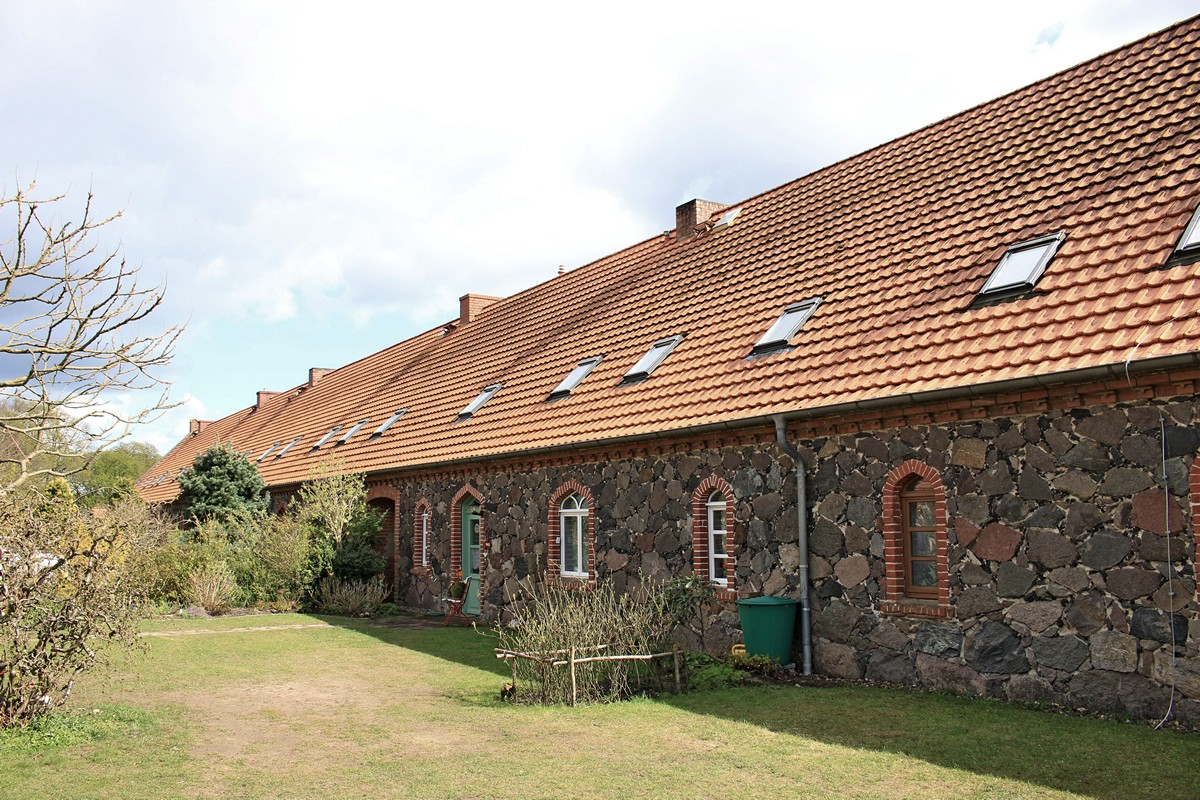
Landarbeiterwohnhaus aus Feldsteinen (Länge 104 m), Hallalit bei Vollrathsruhe, erbaut Mitte des 19. Jahrhunderts

Das Langhaus ist eine langgestreckte Hausform, in der eine Familie oder mehrere Familien gemeinschaftlich zusammenleben; je nach Kultur kann es sich auch um ein Wohnstallhaus handeln. Der Begriff bezeichnet in Geschichte und Gegenwart und nach der Bauweise und der Lebensform ihrer Bewohner unterschiedliche Haustypen. Für die Klassifizierung als Langhaus ist eine bestimmte Organisationsform des Zusammenlebens und eine sich daraus ergebende Raumaufteilung entscheidend und nicht die Länge des Gebäudes.

## Sozialstruktur der Bewohner
Dabei dürfte es organisatorisch zwei voneinander zu unterscheidende Gruppen geben:

### Einfamilienhäuser
Diese Häuser beherbergen eine Familie oder Großfamilie, die eine Wirtschaftseinheit bildet. Ein Beispiel hierfür sind Mehrgenerationen-Bauernfamilien. In einem solchen Haus sollten die Haupträume die gesamte Breite einnehmen und falls es mehrere Raumeinheiten gibt, sind diese längs aneinandergereiht. Die Enden des Hauses sind in der Regel unterschiedlichen Funktionen zugeordnet: Etwa ein Wohnbereich am einen Ende und ein Stallbereich am anderen Ende. Erweitern lassen sich solche Häuser nur mit der entsprechenden Funktion am dazugehörigen Ende. Zu dieser Gruppe gehören zum Beispiel die Wohnstallhäuser der Germanen an der Nordsee, aus denen sich später das von Friesland über die Norddeutsche Tiefebene bis nach Ostpreußen verbreitete Hallenhaus entwickelt hat, das man allerdings kaum als Langhaus bezeichnet. Ebenso dürften einige in Cornwall und Wales verbreiteten Bauernhaustypen, die Bauten der Bandkeramiker und die einiger ihrer Nachfolgekulturen dazu gehören.

### Mehrfamilienhäuser
Diese Gruppe ähnelt in gewisser Weise heutigen Reihenhäusern. Die Bauten bestehen im Wesentlichen aus einheitlichen Segmenten, die von einer Familie bewohnt werden. Diese Einheiten werden in unbestimmter Zahl in der Längsrichtung aneinander gereiht. Als Unterscheidung von zum Beispiel einer Häuserzeile in einer Stadtstraße mag dienen, dass die Einheiten unter einem konstruktiv gemeinsamen Dach errichtet sind und das Haus gesellschaftlich und politisch eine Einheit bildet, etwa einen Clan oder eine Dorfgemeinschaft. Zu diesem Typ mögen die Langhäuser einiger nordostamerikanischen Indianerstämme sowie die Langhäuser auf Borneo zählen.
Anmerkung: Mehrfamilienhäuser gibt es auch in anderen traditionellen Bauformen, zum Beispiel die runden Dorfanlagen einiger südamerikanischen Indianer des Amazonas und Orinoko-Gebietes (zum Beispiel das Shapono der Yanomami) oder die Bauten der Hakka in Südchina. Sie sind im Prinzip ähnlich organisiert, allerdings im Gegensatz zu Langhäusern nachträglich schwer zu erweitern.

## Europäische Langhäuser
Langhäuser sind in zahlreichen Regionen Europas und aus verschiedenen Epochen archäologisch nachgewiesen. Langhaustypen aus dem (späten) Mittelalter sind in manchen Gegenden auch eine bis in die jüngere Vergangenheit gepflegte Bautradition.

### Jungsteinzeitliches Langhaus
Das jungsteinzeitliche (neolithische) Langhaus wurde als Pfostenhaus vor etwa 7500 Jahren von den ersten Bauern in Mitteleuropa gebaut. Zuerst tauchte es im Zusammenhang mit der bandkeramischen Kultur auf (Langhaus von Sandomierz). Archäologischen Befunde weisen auf eine Ausbreitung in Europa, und auf eine lange zeitliche Verteilung. So wurden bei gleichem Konstruktionsprinzip Unterschiede der jeweils typischen Hausgröße, der Nutzungsverteilung im Haus und der Siedlungsform gefunden.
Die Länge betrug etwa 20 m (12 m bis 40 m), die Breite etwa sieben Meter. Das hohe Giebel- oder Walmdach wurde von fünf Stützenreihen getragen. Als Fundament der teilweise aus Flechtwerk bestehenden Außenwände dienten auch in Gräben verlegte Schwellbalken. Auch eine generelle Konstruktion als Pfahlbau wird diskutiert.
Für die meisten Fundorte wird angenommen, der Haustyp habe keine Fenster gehabt und nur an einem Ende einen Eingang. Der vom Tageslicht erhellte Bereich in der Nähe des Eingangs oder auch ein überdachter Vorplatz diente handwerklichen Tätigkeiten. In der Mitte des Hauses befand sich die Feuerstelle. Hier wurde wohl gekocht. Den hinteren Teil des Hauses sehen einige Archäologen als Schlafraum an, andere als Lagerraum. In einem solchen Haus können 20 bis 30 Personen gewohnt haben. Es wurden Dörfer mit sechs bis zu dreißig (nicht unbedingt zeitgleich genutzten) Langhäusern gefunden.

In der Ville, dem Vorgebirge westlich von Köln und anderswo, gab es die Häuser allerdings als Streusiedlung. Dort können sie als Wohnstallhäuser genutzt worden sein, mit einer Nutzungsverteilung ähnlich dem – viel späteren – niederdeutschen Hallenhaus (siehe unten).

### Bronzezeitliches Wohnstallhaus

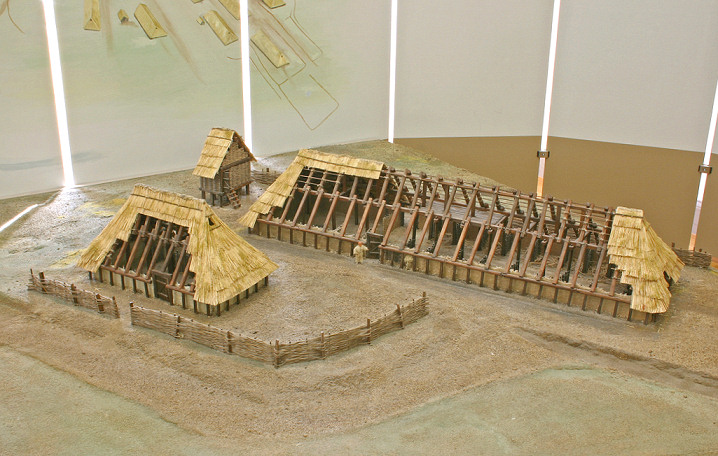
Rekonstruktion eines altsächsischen Gehöftes aus Feddersen Wierde, im Hintergrund das Langhaus

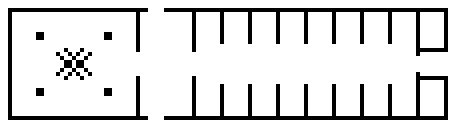
Dazu Schema des Grundrisses

In die Bronzezeit fällt der Übergang von der Vier- zur Dreischiffigkeit, d. h. irgendwann war man in der Lage, auf die mittlere Pfostenreihe zu verzichten. Das Wohnstallhaus wurde in der mittleren Bronzezeit Mitteleuropas (etwa 1600 bis 1300 v. Chr.) die dominierende Nutzungsform.
Um das gesamte Vieh aufstallen zu können, wurden Häuser beachtlicher Länge gebaut. Wie schon in der Jungsteinzeit war der Grundriss vieler Häuser weiterhin nicht immer rechteckig. Das Haus konnte an einem Ende deutlich breiter sein als am anderen. Auch die Abstände der Stützen waren manchmal variabel. Wo die Bauweise regelmäßiger war, waren die Häuser oft in der Mitte breiter als an den Enden.
Hinsichtlich der Verteilung der Eingänge entstanden unterschiedliche Typen, regional gehäuft, aber jeweils in mehreren Regionen. Es gab kleine Eingänge am dem Haupteingang entgegengesetzten Ende.
Und es gab, und zwar in voneinander weit entfernten Gegenden wie Norwegen und der damals nicht germanisch besiedelten Eifel, Häuser mit seitlichen Eingängen. Diese Häuser hatten zwei Eingänge, die etwa in der Mitte beider Außenwände einander gegenüberlagen. Der Eingangsbereich bewirkte eine Querteilung in der Mitte des langgestreckten Hauses. Das Vieh war im einen Ende untergebracht, die Menschen wohnten im anderen.
Derartige Bautypen wurden bis über die Zeitenwende hinaus errichtet. Im 4./5. Jahrhundert n. Chr. sind derartige Langhäuser bis über 60 m lang, bei einer Breite von knapp 8 m.
Bei Langhäusern der Nordischen Bronzezeit und der Germanen reichten die Dächer wohl nicht selten bis fast zum Boden. Das Dach wurde von zwei Reihen innerer Stützen getragen. Die nichttragenden Außenwände waren in der Regel kaum mannshoch. In kälteren Regionen bestanden die Außenwände statt aus Flechtwerk und Lehm aus Torfplaggen oder Grassoden.

#### Mittelalterliche Weiterentwicklungen des Wohnstallhauses
Weiterentwicklungen waren bzw. sind das niederdeutsche Hallenhaus in Nord-, vor allem Nordwestdeutschland und das nördlich benachbarte cimbrische Haus in Jütland und im Herzogtum Schleswig mit dem Geesthardenhaus und dem Uthlandfriesischen Haus.
Bei diesen Haustypen sind die ursprünglich in den Boden gerammten Holzpfosten durch Ständer auf einem Fundament ersetzt. Der große und gut abgestützte Dachboden ermöglichte die trockene Lagerung großer Mengen von Heu oder Getreide. Angetrieben wurde diese Entwicklung möglicherweise durch ein Feuchterwerden des Wetters. Seit dem 14. Jahrhundert (Anderen, Hagenend 3, von 1385, 2011 abgebrannt) sind gut erhaltene Beispiele dieser Häuser vorhanden.

### Nordisches Langhaus

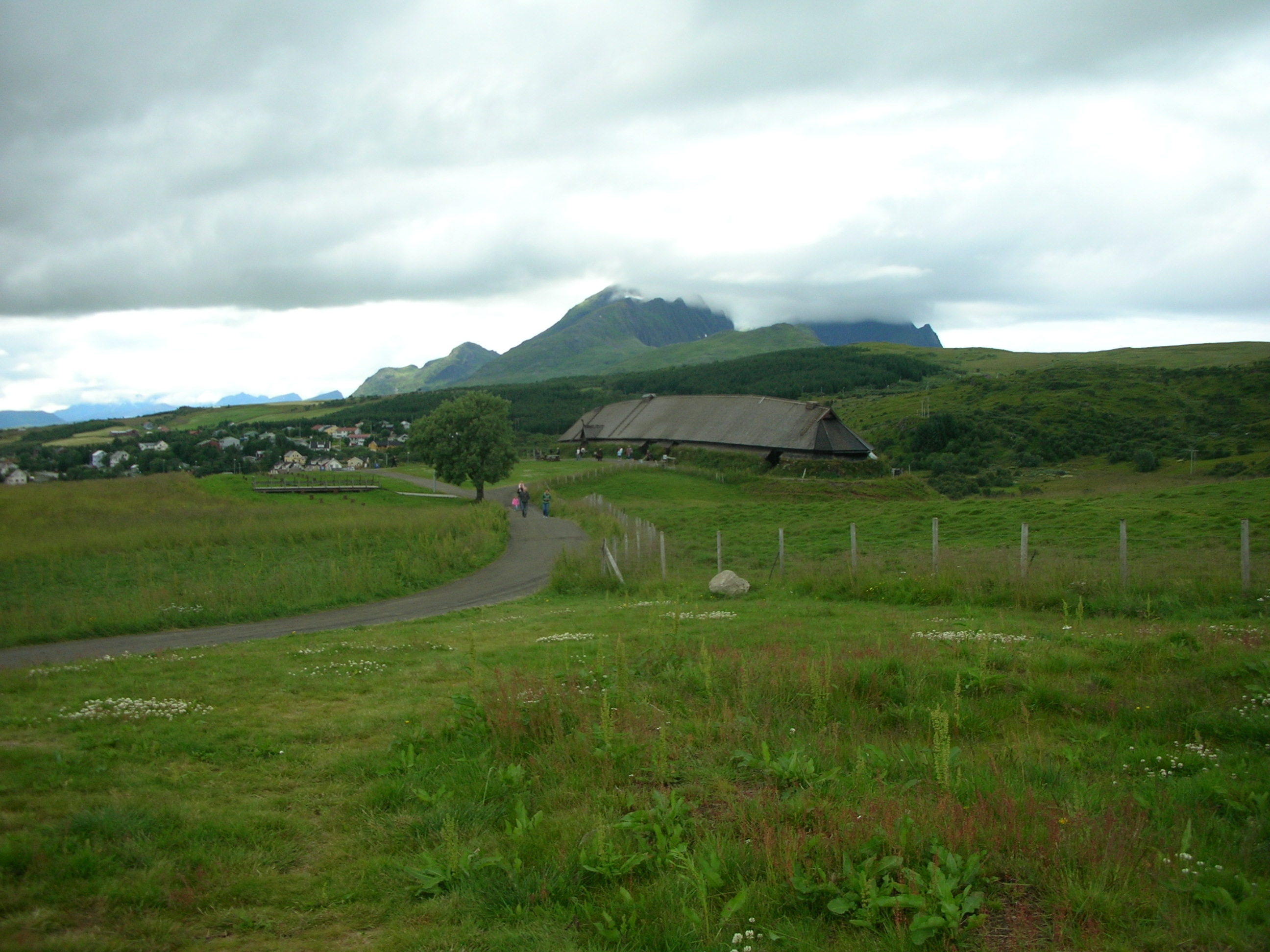
Rekonstruiertes Wikingerhaus in Borg (Lofoten)

Als Langhäuser werden sowohl die Bauernhäuser der eisenzeitlichen (Gudme) und wikingerzeitlichen Dänen und Skandinavier als auch die Bauten, die in einigen der Wikingerburgen nachgewiesen wurden, bezeichnet. Die Ausmaße der Häuser waren dem wirtschaftlichen und sozialen Status ihrer Erbauer entsprechend sehr unterschiedlich. Das größte in Norwegen bisher gefundene Langhaus maß 9 m × 83 m, einfache Bauernhäuser dagegen nur 4 – 5 m × 10 – 12 m.

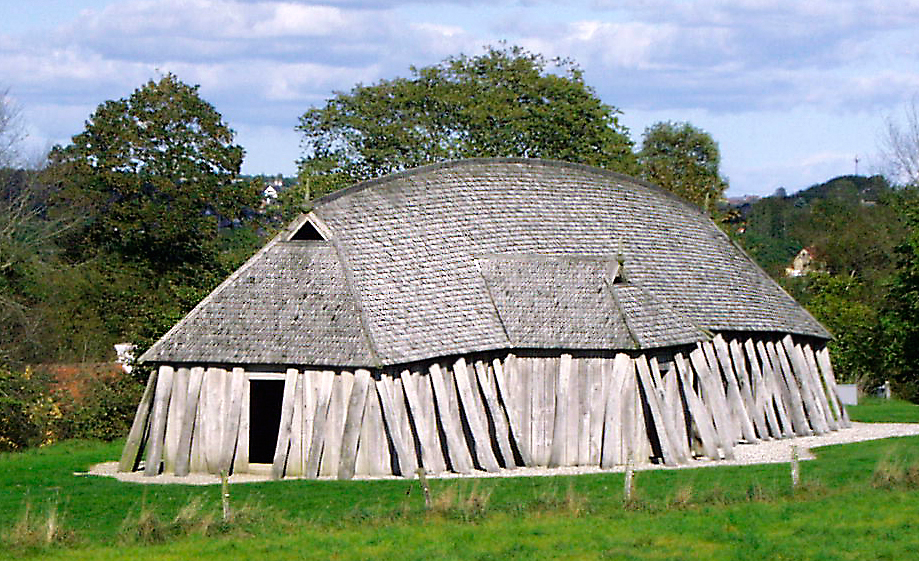
Rekonstruiertes Wikingerhaus in Fyrkat

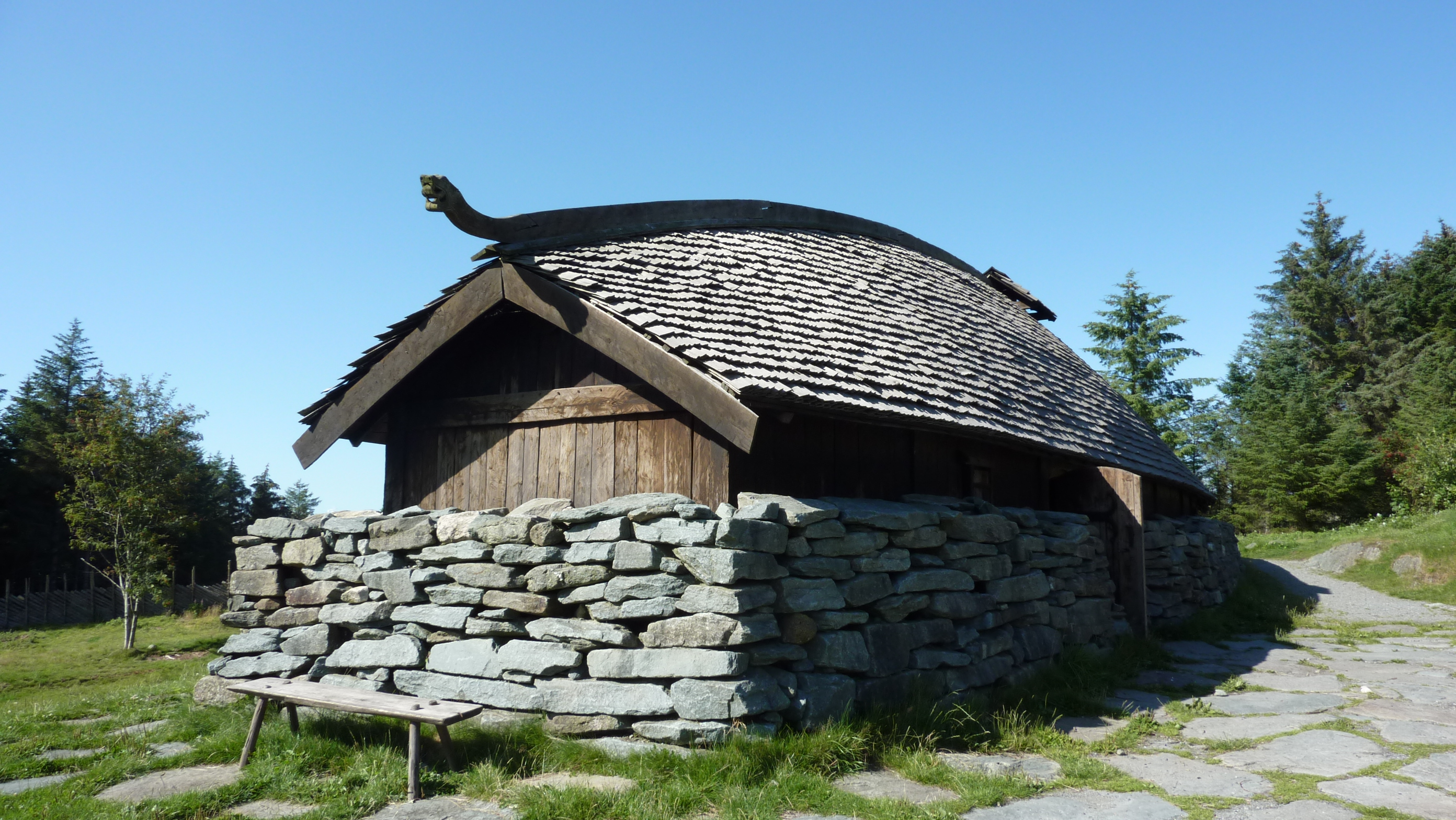
Rekonstruiertes Wikingerhaus auf Bukkøya bei Avaldsnes

Langhäuser gab es auch in der Trelleborg bei Slagelse, einer Wikingerburg aus dem Jahre 981. In der Hauptburg gab es insgesamt 16 Langhäuser, die in vier Quadraten um jeweils einen Innenhof gruppiert waren. Die Häuser waren 29,42 m lang und hatten eine Schiffsform. Jedes Haus war dreigeteilt in eine große Mittelhalle (18 × 8 m) und in zwei kleinere Räume an den Giebelseiten.
Die folgende Beschreibung eines Langhauses stellt eines der Häuser der Wikingerburg Fyrkat dar. Jeweils vier von ihnen waren symmetrisch zu einem Quadrat mit Innenhof angeordnet.
Nur der Grundriss des Hauses kann anhand von Holzfunden genau bestimmt werden, da die Balken der Wände in der Erde verankert waren. Es war 28,5 m lang und mittig 8,5 m breit. Zu den Giebeln nahm die Breite ab. Die weitere Rekonstruktion stützt sich auf Abbildungen und andere Bauten. Das Haus war vollständig aus Holz und mit Dachschindeln aus Eichenholz gedeckt, von denen eine in der Burg gefunden wurde. Die Wände bestanden aus senkrecht stehenden Eichenbalken; schräg an der Außenwand stehende Balken sollten vermutlich die Dachlast abfangen. Im Grundriss waren die Längswände schiffsähnlich gewölbt. Von der 18 m langen Halle, die als Aufenthaltsraum diente, gab es jeweils mittig eine Tür zum Innenhof und eine zur Straße. Auch gibt es Hinweise auf Türöffnungen an den Giebelseiten. In der Mitte der Halle befand sich eine Feuerstelle, die zum Kochen genutzt wurde und den zentralen Punkt im Haus bildete. Spuren deuten darauf hin, dass sich an den Längsseiten Erdbänke befanden, die als Sitz- und Schlafplätze dienten. Die Kammern an den Giebelseiten wurden anscheinend als Vorratslager genutzt.
Neben einem Nachbau eines Hauses der Burg hat man in Fyrkat auch eine zivile Hofanlage der Wikingerzeit rekonstruiert. Dabei wurden die Erkenntnisse aus Ausgrabungen in Vorbasse bei Jelling genutzt.

### Langhäuser auf den Britischen Inseln

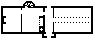
Dartmoor Longhouse aus dem 17. Jahrhundert

Im Englischen wird die Bezeichnung longhouse auch für eine traditionelle Bauart von Bauernhäusern benutzt. Die meisten sind zumindest in ihrer frühen Form Wohnstallhäuser (engl. byre-dwellings), aber deutlich kleiner und beherbergten in der Regel nur eine Familie.
Dartmoor longhouse ist die Bezeichnung für einen Bauernhaus-Typ, der sich mindestens seit dem 13. Jahrhundert im Südwesten Englands nachweisen lässt.
Die noch heute erhaltenen Bauten haben zumeist Mauern aus Granit und ein Walmdach, das früher wohl grundsätzlich aus Reet war. Im Wohnbereich sind sie oft zweigeschossig und haben an der einen Längsseite manchmal einen kleinen Vorbau mit dem Eingang.
In seiner Ursprungsform ähnelt der Grundriss auffallend dem der an der südlichen Nordseeküste entwickelten Wohnstallhäuser. Der wichtigsten Unterschiede sind das Fehlen der Ständerbau und der großen Tür an der einen Schmalseite für das Vieh.
Die ältesten Bauten waren langgestreckte Häuser, die ungefähr in der Mitte der langen Seiten durch einen Gang geteilt wurden, der die zwei gegenüberliegenden Türen verband. Auf der einen Seite wurde das Vieh untergebracht, während auf der anderen Seite die Menschen wohnten. Im Wohnbereich gab es zunächst eine offene Feuerstelle, hinter der sich wohl der Schlafbereich befand. Später gab es am Wohnende einen Zwischenboden, auf dem geschlafen wurde. Daraus entwickelte sich vielleicht seit dem 16. Jahrhundert ein eigenes Stockwerk mit Schlafräumen. Der Herdbereich erhielt einen Kamin mit Schornstein und schirmte den Wohnbereich gegenüber dem Flur ab. Ab dem 17. Jahrhundert erhielt der Eingang oft einen Vorbau. Im Stallbereich war das Vieh entlang der langen Wände aufgestellt und in der Mitte befand sich zumeist eine Rinne, die durch ein kleines Loch in der Wand an der Schmalseite in das Freie führte. Die Häuser sind zumeist in den Hang gebaut, so dass der Wohnbereich zum Berg und der Stallbereich zum Tal weist.
Die Langhausbauten in Wales dürften mit denen in Dartmoor eng verwandt sein. Im nordwestlichen England wird ein ähnlicher Typ in der Landschaft Cumbria beschrieben. Er scheint im Mittelalter in England weitverbreitet gewesen zu sein. In Schottland wird er statt „longhouse“ auch als blackhouse oder taighean dubha bezeichnet. Im Norden scheint allerdings eher eine Verwandtschaft mit Bauten aus Skandinavien gegeben.

### Langhäuser in Frankreich
In Mittel- und Westfrankreich sind traditionelle Langhäuser, dort als Longère bezeichnet, heute weit verbreitet, so in der Bretagne, der Normandie, der Picardie, im Département Maine-et-Loire, bei Calais, im Zentralmassiv und den Pyrenäen. Ein- oder Zweigeschossigkeit, Dachneigung und Baumaterial können dabei von Region zu Region stark variieren. In der Normandie dagegen sind nicht selten mehrere Wohntrakte und mehrere Wirtschaftstrakte wirklich unter einem Dach vereint, nicht zu verwechseln mit geschlossenen Dörfer (zum Beispiel Lothringen), in denen die Brandmauer an Brandmauer gebauten Häuser deutlich voneinander abgegrenzt sind.

## Langhäuser der Indianer in Amerika
In zwei Gebieten Nordamerikas entwickelten sich Bautraditionen, die Langhäuser kannten.

### Nordamerikanische Nordostküste und Große Seen

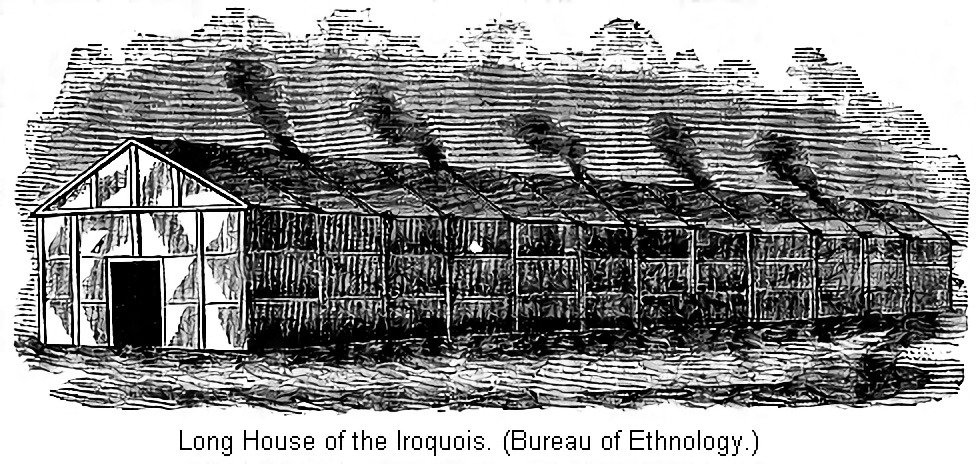
Ein spätes Langhaus der Irokesen

In Nordamerika sind Langhäuser bei mehreren Indianerstämmen bekannt, unter anderem bei den Irokesen und den Quinault. Die Irokesen nennen sich selber Haudenosaunee – „Menschen des langen Hauses“. Am bekanntesten sind die Bauten des Irokesenbundes. Die durchschnittliche Länge betrug etwa 25 m, Breite und Höhe lagen bei etwa 6 m. Wenn man etwa den Berichten des Entdeckers George Vancouver glauben kann, gab es sogar Häuser, die mehrere hundert Meter lang waren.

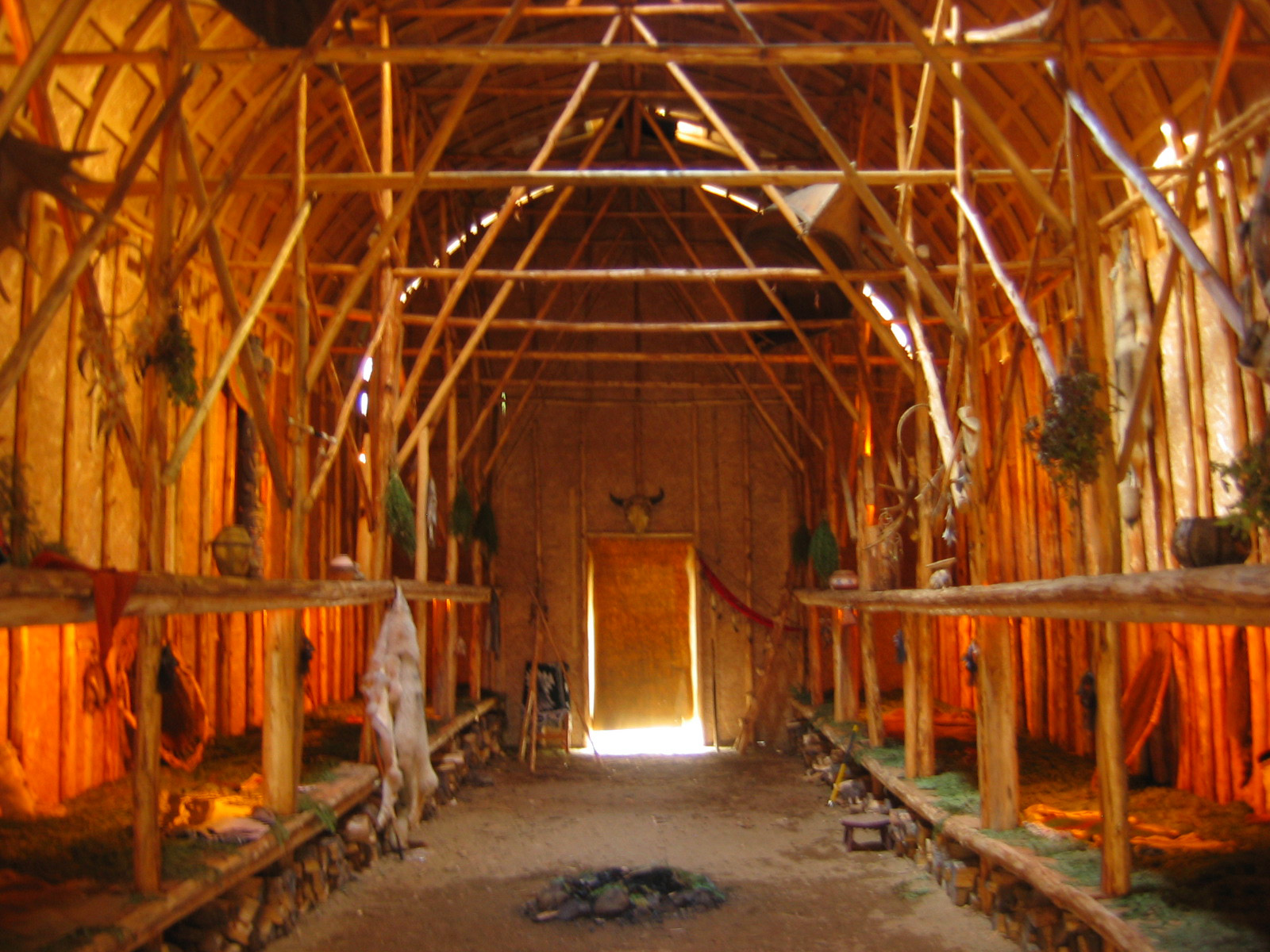
Innenansicht eines Langhauses (Mokotakan-Freilichtmuseum, kanadische Provinz Québec, 2007)

Im Durchschnitt beherbergte ein Langhaus 5 bis 20 Familien. Bei den größeren Häusern und einigen Stämmen war das Zentrum dem Oberhaupt vorbehalten. Die rangniedrigeren Sippenmitglieder bewohnten die äußeren Bereiche, gestaffelt nach ihrem Ansehen in der Gemeinschaft. Vergrößerte sich die Sippe, konnte das Haus in Längsrichtung erweitert werden.
Die Behausung besaß in der Regel nur zwei Türen, an jedem Ende eine. In der Mitte verlief über die ganze Länge des Hauses ein Gang, der 2 bis 3 m breit war. Im Abstand von mehreren Metern befanden sich Feuerstellen.
Das Haus entstand durch den Bau eines Gerüstes aus in den Boden gerammten Stämmen, die mit Stangen verstrebt waren. Die Häuser besaßen entweder ein Runddach, das dadurch entstand, dass man die Stämme bog und in der Mitte zusammenband, oder man setzte auf die ganze Konstruktion ein Giebeldach. Große Rindenstücke wurden dann auf den Stämmen und Stangen überlappend angebracht. Damit sich das Haus mit den Feuern temperieren ließ, verzichtete man auf Fenster.
Langhäuser waren bei den Mitgliedern des Irokesenbundes (Haudenosaunee), zum Beispiel den Onondaga, als auch bei ihren Feinden, den Wyandot und Erie, bekannt. Südlich des Irokesenbundes, entlang des Hudson-Flusses bis zu seiner Mündung und weiter südlich bis zu beiden Ufern der Delaware-Bucht und entlang des gleichnamigen Flusses siedelten die Lenni Lenape. Bei den Stämmen dieses Volkes waren Langhäuser als eine von mehreren Bauformen bekannt. Die Canarsee, ein Stamm der Lenni Lenape, der ursprünglich auf Long Island im heutigen New Yorker Stadtteil Brooklyn lebte, nutzte ein solches Langhaus als rituelles Stammeszentrum in Keshaechquern, das im heutigen Flatlands lag.
Ebenso nutzten auch die Pamunkay von der Powhatan Stammesföderation in Virginia eine ähnliche Bauweise.

### Nordamerikanische Nordwestküste
Die Bauten im waldreichen Westen an der Pazifikküste bestanden aus einem Gerüst aus Baumstämmen, die mit Brettern verkleidet wurden, zusätzlich zu der im Westen bekannten Verkleidung mit Baumrinden. Diese „Plankenbauten“ maßen etwa 12 auf 9 Meter und waren etwa 6 Meter hoch, konnten aber auch ca. 20 Meter lang werden. Der einzige Eingang befand sich in der Regel in der zur Küste hin gewandten Giebelwand. In der Mitte war ein großer Bereich abgesenkt, in dem die gemeinsame Feuerstelle lag, oftmals mit dem Häuptlingssitz in der Nähe. Dieser Bereich war auf allen Seiten von einer leicht erhöhten Sitzebene umgeben. Diese war in den vier Ecken von den Hauptstützen eingefasst. Wieder eine Ebene höher lagen an den Außenwänden die seitlich durch Wände voneinander getrennten Schlafnischen der einzelnen Familien, die in einigen Häusern jede eine eigene kleine Feuerstelle beherbergen konnte. Der Bereich des Häuptlings befand sich dabei in der Regel an der der Tür gegenüberliegenden Giebelwand. Das Satteldach war je nach Regen und Schneefall in der Region unterschiedlich steil, doch spielen hier auch kulturelle Einflüsse eine große Rolle. Jedes Haus besaß mindestens einen Totempfahl, der auch in die Hauskonstruktion integriert sein konnte. Bei manchen Langhäusern führte der Eingang direkt durch ein Loch im Totempfahl. Der ganze Bau war zumeist mit Schnitzereien und Bemalungen dekoriert. Häufige Motive sind unter anderem Gesichter/Masken, Raben, Bären und Wale.
Die Häuser wurden meist von erweiterten Großfamilien bewohnt, die bei der Nahrungsbeschaffung und dem Umgang mit ihren Langbooten zusammenarbeiteten oder gar eine Mannschaft bildeten.
Langhäuser waren an der Pazifikküste zum Beispiel bei den Nuu-chah-nulth, Haida, Tsimshian, Tlingit, Makah, Clatsop, Küsten-Salish und Multnomah bekannt.

### Südamerika
In Südamerika baut das Volk der Tucano in Kolumbien und Nordwest-Brasilien ebenfalls Langhäuser.

## Langhäuser in Asien

### Prähistorisches Korea
In Daepyeong, einer archäologischen Ausgrabungsstelle der Mumun Keramik Periode in Korea sind „Langhäuser“ gefunden worden, die etwa in die Zeit von 1100 bis 850 v. Chr. datiert werden. Ihr Grundriss hat Ähnlichkeiten mit dem der Irokesen im nordöstlichen Amerika. Wie bei diesen scheinen sich entlang der Längsachse Feuerstellen aufgereiht zu haben. Spätere Bauten von ähnlichem Grundriss wurden auf Stelzen errichtet und lassen so kaum Rückschlüsse auf die innere Aufteilung zu. Größe und Anordnung der Bauten in den Siedlungen lassen aber auf Adelsbauten oder Funktionsbauten für die Gemeinschaft schließen. In Igeum-dong, einer Ausgrabungsstelle in Südkorea, befinden sich beispielsweise die größten Langhäuser, ca. 29 und 26 m lang, zwischen dem megalithischen Gräberfeld und der restlichen Siedlung.

### Taiwan
Möglicherweise sind Gemeinschaftsbauten wie Langhäuser eine verbreitete traditionelle Bauform innerhalb der austronesischen Sprachgruppe. Die austronesischen Sprachen scheinen sich von der Insel Taiwan aus im südostasiatischen Raum, im Pazifik sowie bis nach Madagaskar verbreitet zu haben. Gruppen wie die heute vermutlich ausgestorbenen Siraya auf Taiwan bauten ebenso Langhäuser und praktizierten die Kopfjagd wie die späteren Dayaks auf Borneo.

### Borneo

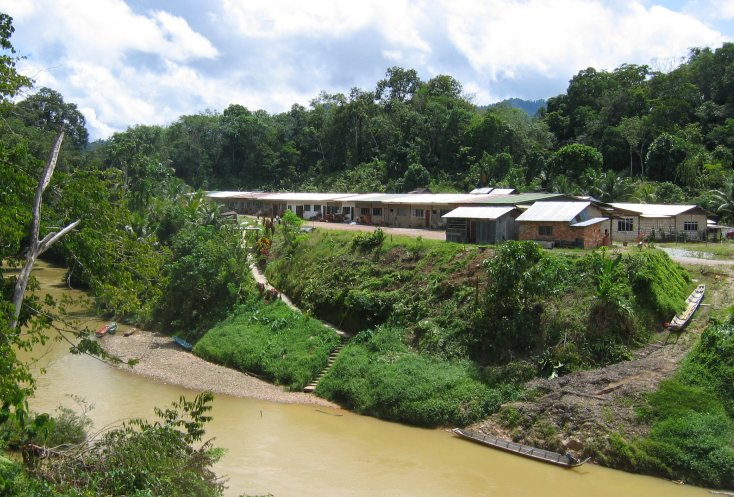
Ein modernes Langhaus der Iban in der Region Kapit in Sarawak

Viele der Einwohner (Dayak) auf Borneo, der größten der Großen Sunda-Inseln (politisch heute zu Indonesien, Malaysia und Brunei gehörig) wohnen traditionell in Bauten, die seit langem als Langhaus bezeichnet werden. Allen gemeinsam ist, dass sie auf Stelzen stehen und dass das Haus in der Längsrichtung in einen Gemeinschaftsteil und aneinandergereihte Wohnbereiche der einzelnen Familien aufgeteilt ist. Da ansonsten kaum miteinander verwandte Stämme einander ähnliche Langhäuser bauen, mag dies lange Zeit als die dem Leben im Dschungel am besten angepasste Bauweise gegolten haben. Zu Dorfgemeinschaftsbauten in Südamerika gibt es einige Parallelen.
Ein vollgegliedertes Langhaus ist folgendermaßen aufgebaut:
Das ganze Haus ist in der Längsrichtung durch eine Wand in zwei ungefähr gleich große Hälften geteilt. Während die eine Seite als ein über die ganze Länge des Hauses reichender Korridor erscheint, befinden sich in der anderen die, wieder durch Wände voneinander geschiedenen, privaten Wohn- und Schlafbereiche der einzelnen Familien (bilek).
Meist in einem Anbau am Privatbereich oder gar in einem eigenen, durch eine Brücke mit dem Langhaus verbundenen, Stelzenhaus befindet sich der wegen der Brandgefahr ausgelagerte Kochbereich (dapor) jeder einzelnen Familie.
Der Korridor wird seinerseits wiederum in drei Bereiche geteilt: Vor den Türen zu den Privatbereichen befindet sich ein Arbeitsbereich (tempuan), der noch zu der jeweiligen Familie gehört. Hier wird zum Beispiel der frisch geerntete Padi (Reis) gestampft. In der Mitte folgt der Gemeinschaftsraum (ruai), der, obwohl auch individuell genutzt, im Wesentlichen als Durchgangsraum und für Gemeinschaftsaktivitäten genutzt wird. An der Außenwand befindet sich der Gästebereich (pantai), in dem die Gäste auch schlafen können. An dieser Seite befindet sich außen auch die große Veranda (tanju), auf der der Reis getrocknet werden kann. Über dem mittleren Teil des Hauses befindet sich im Dachbereich eine Art Dachboden (sadau), auf dem Reis und andere Lebensmittel gelagert werden. Manchmal bildet der Dachboden eine Galerie zum darunterliegenden Korridor, so dass das Geschehen im Gemeinschafts- und Gästebereich beobachtet werden kann. Unter dem Haus befindet sich zwischen den Stelzen der Lebensbereich der Hühner und Schweine.
Die Bauten der einzelnen Stämme können sich voneinander unterscheiden. Das oben beschriebene wird so von den Iban und den Melikin gebaut; ähnlich bauen die Bidayuh (Land Dayaks), allerdings mit einer breiteren Veranda und Einzelhäusern für Unverheiratete und Besucher. Auch die Kayan, die Kenyah, die Murut und die Kelabit bauen wie oben beschrieben, aber ohne die Trennwände zwischen den einzelnen Familien und seit kürzerem (20. Jahrhundert) auch die Punan.
Noch heute gibt es viele Orte in Sarawak, die das Wort „Long“ im Namen führen. Dies waren oder sind immer noch Orte mit Langhäusern. Einige wie Long Semado in Sarawak haben sogar eigene Flugfelder.

### Siberut

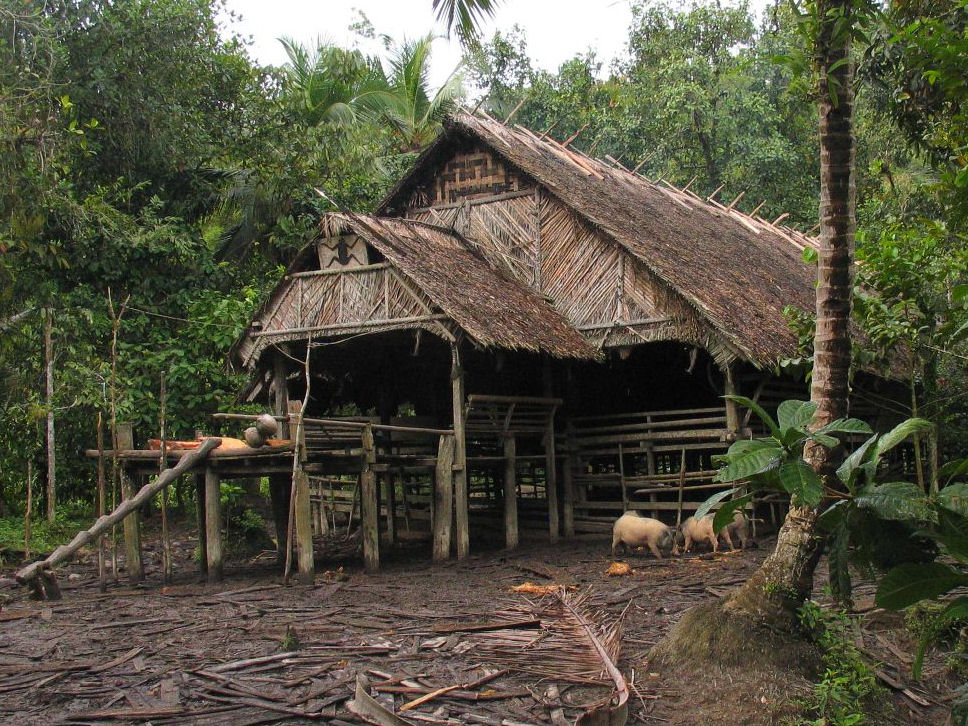
Ein Uma, das traditionelle Haus einer Familiengemeinschaft der Sakuddei auf Siberut; Mentawai

Als Langhäuser werden auch die Bauten der Sakuddei auf der Insel Siberut, die zu den Mentawai-Inseln etwa 130 km westlich von Sumatra gehört, bezeichnet. Sie beherbergen etwa 5 bis 10 Familien, sind im Inneren aber anders eingeteilt als die Bauten auf Borneo. Der Länge nach besteht ein solcher Uma genannter Bau aus einer offenen Plattform, einer überdachten Veranda, zwei aufeinander folgenden Räumen und einer abschließenden Plattform. Der ganze Bau steht auf relativ kurzen Stelzen etwa einen halben Meter über dem Boden. Die Eingangsplattform dient für allgemeine Tätigkeiten, während die offene, aber überdachte Veranda als beliebter Aufenthaltsort dient, wo auch Gäste empfangen werden. Viele der Männer schlafen nachts hier. Der folgende Raum ist durch eine Tür abgetrennt. In seiner Mitte befindet sich die gemeinschaftliche Feuerstelle und eine größere Tanzfläche. In diesem Raum gibt es auch Bereiche für religiöse Zwecke und Kulthandlungen. Im anschließenden Raum schlafen die Frauen mit ihren unverheirateten Töchtern und kleineren Kindern in meist nach Familien abgetrennten Bereichen. Die hintere Plattform wird hauptsächlich von den Frauen genutzt, die in der Regel das Haus auch von diesem Ende aus betreten.

### Vietnam

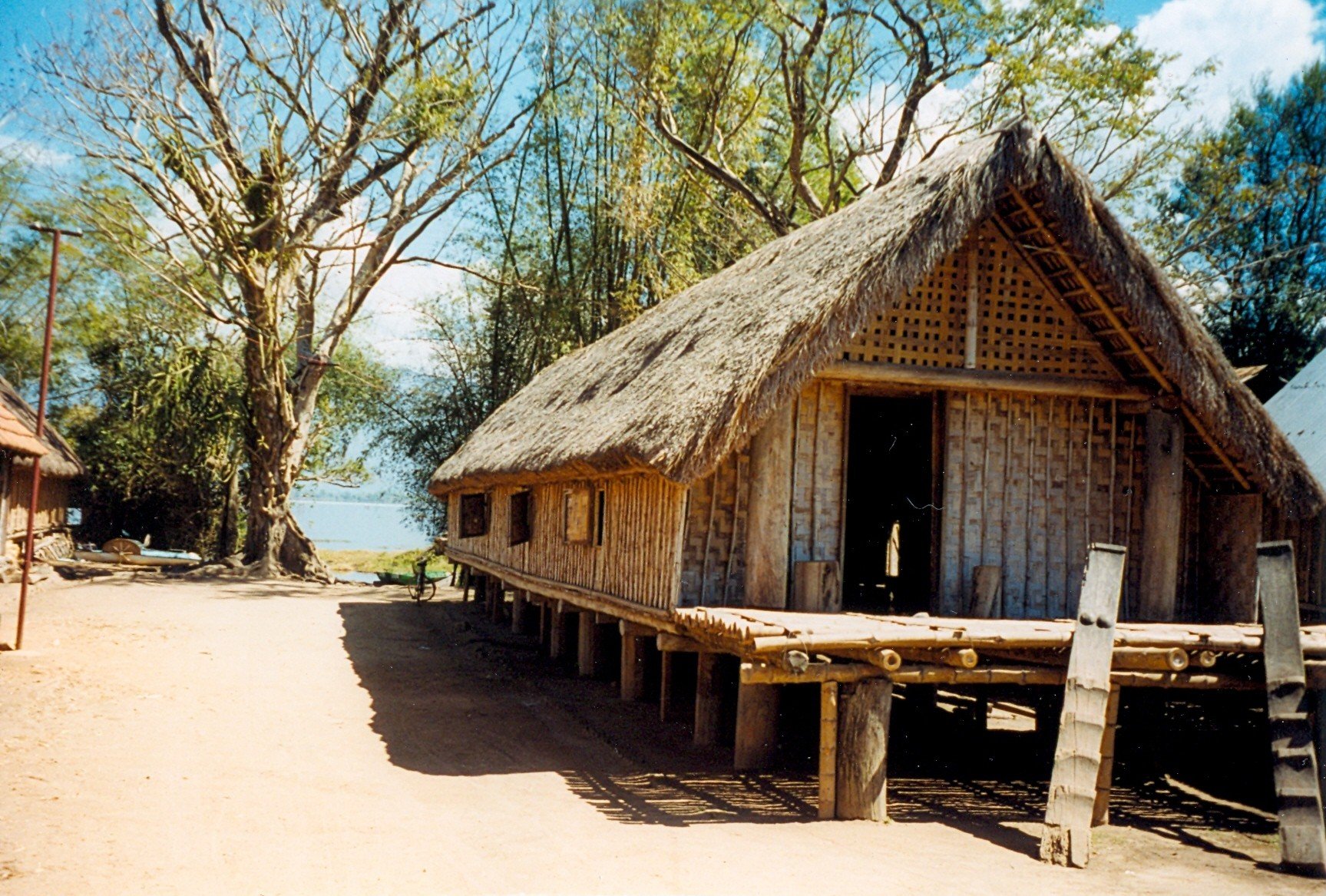
Ein Mnong Langhaus im Zentralen Hochland von Vietnam.

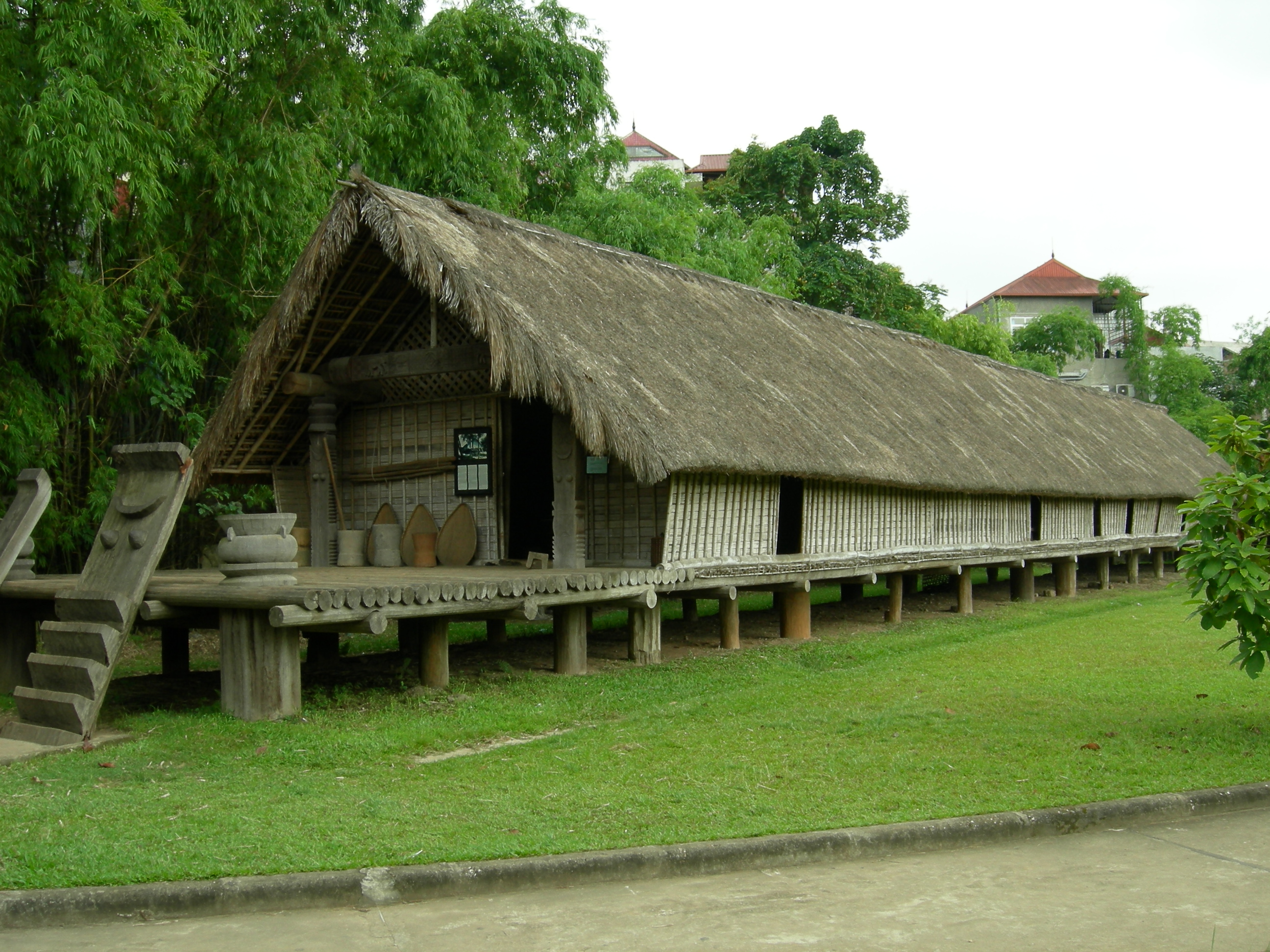
Ein Langhaus der Ê Đê des Zentralen Hochlandes von Vietnam im Ethnologischen Museum in Hanoi

Die Mnong und Ê Đê in Vietnam haben auch traditionelle Langhaus Bauformen, welche 30 bis 40 Meter lang sein können. Im Gegensatz jedoch zu den Dschungel-Versionen der Dayak von Borneo haben diese, ähnlich den Bauten auf Siberut, kürzere Stelzen und verwenden eine Veranda vor einer Giebelseite als Hauptzugang.